# Partit Socialista Unificat de Catalunya Viu
El Partit Socialista Unificat de Catalunya Viu (acrònim: PSUC Viu) és un partit polític comunista refundat el 1997 per militants del PSUC contraris a dissoldre el partit dins d'Iniciativa per Catalunya. El secretari general del PSUC Viu és Eduard Navarro i la seva representació institucional és d'unes desenes de regidors en diferents poblacions catalanes. Joves Comunistes de Catalunya fou l'organització juvenil del Partit Socialista Unificat de Catalunya Viu entre desembre de 1997 i juliol de 2014, i des de 2015 ho són les refundades Joventuts Socialistes Unificades de Catalunya.

## Origen
El 1997, en el IX congrés del PSUC, Rafael Ribó volia diluir definitivament el PSUC dins d'Iniciativa per Catalunya, i una part de la militància que no volien perdre l'escènica comunista històrica del PSUC van formar un grup anomenat "Manifest pel PSUC", adoptant finalment el nom de PSUC viu, ja que les sigles PSUC quedaven vetades perquè eren propietat d'IC.

## Aliances
Des de la seva fundació, el PSUC viu ha estat el referent a Catalunya del Partit Comunista d'Espanya (PCE).
El 1998 va passar a ser membre fundador d'Esquerra Unida i Alternativa (EUiA) juntament amb el PCC, el Partit Revolucionari dels Treballadors (PRT), Esquerra Revolucionària, el Partit Obrer Revolucionari (POR), el Partit d'Acció Socialista de Catalunya i el Col·lectiu per una Esquerra Alternativa (derivació del MCC i de la LCR).
Actualment, el PSUC Viu és crític amb la coalició ICV-EUiA. És reticent a pactes amb ICV, sobretot arran de la gestió de l'antic govern Tripartit. Durant el Govern tripartit, va demanar la dimissió de Joan Saura, fet que va generar crítiques des d'ICV.
El fet que Raül Romeva anés al grup Els Verds-ALE del Parlament Europeu en comptes d'anar al grup de l'Esquerra Unida Europea-Esquerra Verda Nòrdica (grup al qual pertanyen IU i EUiA), que ICV s'apropiés d'un senador d'EUiA i que ICV votés a favor de la guerra a Líbia, han perjudicat les relacions entre els membres de la coalició.